# Trump: L'arte di fare affari
Trump: L'arte di fare affari (Trump: The Art of the Deal) è un'autobiografia scritta da Donald Trump nel 1987.
Redatto in collaborazione con il ghostwriter Tony Schwartz, è il primo libro pubblicato da Trump. Nel 2015 Schwartz si è attribuito la paternità dell'opera su Twitter. Il titolo è stato inventato dal giornalista che è stato scelto come autore dallo stesso Trump, dopo aver letto il suo articolo A Different Kind of Donald Trump Story pubblicato nel 1985 sulla rivista New York.
Il libro è stato pubblicato in italiano nel 1989 da Sperling & Kupfer.